# محطة سيبروك للطاقة النووية
محطة سيبروك للطاقة النووية، المعروفة أكثر باسم محطة سيبروك، هي محطة طاقة نووية تقع في سيبروك، نيوهامبشير، الولايات المتحدة، وتبعد 40 ميلًا (64 كيلومترًا) شمال بوسطن، و10 أميال (16 كيلومترًا) جنوب بورتسموث. انطوت الخطة المبدئية للمشروع على بناء مفاعلين نوويين، ولكن المفاعل الثاني لم يكتمل على الإطلاق نتيجة للتأخر في البناء، وتجاوز التكاليف الحدود المُخطط لها، وعدم توفر سبل التمويل الكافية. مُنح ترخيص إنشاء المحطة في عام 1976، واكتمل بناء المفاعل الأول في عام 1986. بدأ المفاعل الأول يعمل بكامل قوته في عام 1990، بينما تراجعت الجهة المسؤولة عن خطة بناء المفاعل الثاني، وباعت معظم مكوناته إلى محطات أخرى. يُعد مفاعل سيبروك الأول، الذي ينتج 1,244 ميغاواط من القدرة الكهربائية، أقوى وحدة توليد كهرباء في شبكة الكهرباء الخاصة بإقليم نيو إنجلاند. تُعد محطة سيبروك ثاني أكبر محطة نووية في إقليم نيو إنجلاند بعد محطة ميلستون المزودة بمفاعلين نوويين في ولاية كونيتيكت.

## تاريخ
تأخر إنشاء محطة سيبروك لمدة عشرة أعوام عن الميعاد المتوقع، ووصلت تكلفة المشروع إلى 7 مليارات دولار. علقت اللجنة التنظيمية النووية على إهمالها التنظيمي في إدارة مشروع سيبروك واصفةً إياه بأنه «نموذج على تفكك القرارات الحكومية وعدم تناسقها»، وبأنه «نظامٌ يخنق نفسه ويخنق الاقتصاد بالإجراءات البيروقراطية المتزمتة». أدت القروض الكبيرة التي اقتُرضت من أجل إكمال المشروع إلى إفلاس الجهة المالكة لمحطة سيبروك؛ شركة إيفرسورس إينرجي. تُعد تلك الحادثة رابع أكبر حادثة إفلاس في تاريخ شركات الولايات المتحدة حينها.
طُرح إنشاء مفاعل ثاني في عام 1972، وتم التراجع عنه في عام 1988. اكتمل بناء المفاعل الثاني في وقت الإلغاء بنسبة 22%.
كانت أنصبة المحطة في البداية مُوزعة على أكثر من 10 شركات مرافق عامة تابعة لخمس ولايات من ولايات نيو إنجلاند. في عام 2002، باعت معظم تلك الشركات أنصبتها لشركة إف بي إل إينرجي (شركة متفرعة من إف بي إل غروب) التي عُرفت لاحقًا باسم نيكست إيرا إينرجي ريسورسس. تمتلك شركة نيكست إيرا الآن 88.2% من أسهم محطة سيبروك. أما الجزء المتبقي من الأنصبة، فهو مملوك لشركات المرافق البلدية في ماساتشوستس. تلك المحطة هي واحدة من بين خمس محطات نووية تديرها شركة إف بي إل غروب، والمحطات الأربع الأخرى هي: محطة سانت لوسي، ومحطة تركي بوينت، ومركز دوان أرنولد للطاقة، ومحطة بوينت بليتش.
في عام 2005، انتهت شركة مقاولات هندسية من تشييد سياج أمني حول المحطة، ولكنه فشل في اجتياز اختبار اللجنة التنظيمية النووية الأمني واعتبرته اللجنة غير صالح للعمل. في عام 2006، غرّمت اللجنة التنظيمية النووية الجهةَ المالكة للمحطة بمبلغ قدره 65,000 دولار لأن «كلًّا من تصميم نظام الأمان وإجراءات اختباره لم يلتزم بتوجيهات اللجنة».
في أثناء الانتخابات الأمريكية لعام 2008، لمّح المرشح الانتخابي جون ماكين إلى إمكانية بناء المفاعل الثاني الذي خُطط له مسبقًا في سيبروك. جذبت تلك الفكرة دعم بعض المسؤولين، ولكنها كانت صعبة التنفيذ نظرًا إلى الظروف المالية والتنظيمية.
نظرًا إلى حدوث انخفاض منتظم في قيمة محطات الطاقة النووية بما يشمل محطة سيبروك ذاتها، فرضت مدينة سيبروك في عام 2017 زيادة على الضرائب قدرها 9.9% لتعويض النقص في إيرادات الضرائب المُحصلة من الجهة المالكة للمحطة؛ نيكست إيرا إينرجي.
في فبراير عام 2018، وقع زلزال قوته 2.7 على مقياس الزلازل على بعد 10 أميال تقريبًا من محطة سيبروك، ولكن هذا الزلزال لم يؤدِّ إلى تفعيل أي إجراءات طارئة، ولم يتسبب بأي ضرر بنيوي للمحطة.